# Mrozy (województwo pomorskie)
Mrozy (dodatkowa nazwa w j. kaszub. Mrozë) – wieś w Polsce, położona w województwie pomorskim, w powiecie kartuskim, w gminie Sierakowice
Wieś kaszubska, na Pojezierzu Kaszubskim (zachodni kraniec Kaszubskiego Parku Krajobrazowego).
Wieś jest siedzibą sołectwa Mrozy, w którego skład wchodzą również: Stara Maszyna. Na wschód od miejscowości znajduje się rezerwat przyrody Żurawie Chrusty.

## Integralne części wsi
| SIMC    | Nazwa         | Rodzaj    |
| ------- | ------------- | --------- |
| 0171196 | Stara Maszyna | część wsi |

## Historia
Od końca I wojny światowej wieś znajdowała się ponownie w granicach Polski (powiat kartuski). Do 1918 r. obowiązującą nazwą niemieckiej administracji dla Mrozów była nazwa Mroze. Podczas okupacji niemieckiej nazwa Mroze w 1942 r. została przez nazistowskich propagandystów niemieckich (w ramach szerokiej akcji odkaszubiania i odpolszczania nazw niemieckiego lebensraumu) zweryfikowana jako zbyt kaszubska i przemianowana na bardziej niemiecką – Frostwinkel.
W latach 1975–1998 miejscowość administracyjnie należała do województwa gdańskiego.